# Глава Волгограда
Глава́ Волгогра́да — высшее должностное лицо города Волгоград. В просторечии — мэр города.

## Периодизация
Можно выделить три периода в истории этой должность.
Первый период — от учреждения должность главы Волгограда и до 2011 года. В этот период глава города избирается на всеобщих выборах и возглавляет исполнительно-распорядительный орган — администрацию города.
Второй период — с 2011 года и до 2018 года. В этот период глава города избирается депутатами Волгоградской городской думы из числа депутатов гордумы и является председателем гордумы. При этом должность главы администрации города является отдельной, на неё назначается человек посредством конкурса.
Третий период — с 2018 года. В этот период глава города избирается депутатами Волгоградской городской думы из числа кандидатов, подавших заявки и прошедших конкурсный отбор. Такой глава Волгограда не входит в состав городской думы, а руководит администрацией города.
| Период      | Способ наделения полномочиями | Полномочия |
| ----------- | --- | ---------- |
| — 2011      | |            |
| 2011 — 2018 | |            |
| 2018 —      | Глава Волгограда избирается городской Думой из числа кандидатов, представленных конкурсной комиссией по проведению конкурса на замещение должности главы Волгограда по результатам конкурса на замещение должности главы Волгограда, 2/3 голосов от установленной численности депутатов городской Думы тайным голосованием и возглавляет администрацию Волгограда (пункт 3 статьи 25 Устава в редакции решения Волгоградской городской Думы от 22.07.2016 № 46/1365) |            |

## Первый период
В 2005 году был принят новый устав Волгограда, согласно статье 22 которого, глава муниципального образования — глава Волгограда — высшее должностное лицо Волгограда.

## Второй период
В 2011 году, сразу же после отставки Гребенникова появились предположения, что дальнейшим решением областной власти будет продавливание изменений в устав города с целью разделения постов главы муниципального образования (мэра) и глава администрации Волгограда (так называемого «сити-менеджера»). Подтверждал это и глава региона.
Однако аналитики предсказывали, что такое развитие событий может спровоцировать новый политический кризис, поскольку избрать главу города из действующего состава городской Думы нельзя. В соответствии с законом срок полномочий выборного должностного лица местного самоуправления не может быть менее двух лет, а срок полномочий нынешнего созыва Думы истекает в марте 2013 года. Впоследствии были проведены публичные слушания по внесению изменений в устав. Городские депутаты под давлением тогдашнего губернатора Анатолия Бровко утвердили в уставе изменения, которые отменили прямые выборы главы Волгограда, а система местного самоуправления в городе стала «двухголовой». Эта реформа тогда прошла в русле модного общероссийского тренда — губернаторам таким образом дали возможность обуздать глав, которые прежде были конкурентами в борьбе за политическое и экономическое влияние. После принятия поправок власть заявила, что найдёт способ не распускать городскую Думу. Между тем, по запросу депутата Государственной Думы Алевтины Апариной Министерство юстиции Российской Федерации дало ответ, в котором подтверждается позиция о невозможности избрания главы города из действующего состава Думы. Несмотря на это заместитель прокурора Волгограда Иван Мартынов, заявил: «Уставом города определено, что глава Волгограда избирается из состава депутатов, значит, его изберут рано или поздно. Мы считаем это обстоятельство позицией прокуратуры. Нам известно, что у Министерства юстиции Российской Федерации противоположная точка зрения. Однако прокуратура Волгоградской области и прокуратура Волгограда считают, что для реализации норм Устава на сегодняшний момент никаких препятствий нет. Мы не допустим, чтобы закон был нарушен».
В эфире радио «Эхо Москвы» Ирина Карева, председатель городской Думы, так прокомментировала слухи о давлении на Думы со стороны федеральной и региональной власти с целью продавить принятие поправок в Устав города: «До нас это понимание [о необходимости введения поста главы администрации], донесли непосредственно. И в этом я вижу не какое-то давление [со стороны региональной и федеральной власти], а помощь».
Волгоградская городская Дума, дабы не допустить проведения референдума по вопросу возможности проведения выборов по кандидатуре главы Волгограда, 13.04.2011 приняла решение № 44/1376 «О признании вопроса „Глава Волгограда избирается гражданами, проживающими на территории Волгограда и обладающими избирательным правом, на основании всеобщего, равного и прямого избирательного права при тайном голосовании?“, выносимого на местный референдум, не отвечающим требованиям статьи 5 Закона Волгоградской области от 16 ноября 1998 г. № 222-ОД „О местном референдуме в Волгоградской области“ (в редакции на 27.10.2008)», в котором привела два довода, по которым референдум не может быть проведён:
- вопрос «Глава Волгограда избирается гражданами, проживающими на территории Волгограда и обладающими избирательным правом, на основании всеобщего, равного и прямого избирательного права при тайном голосовании?» не относится к вопросам местного значения;
- предлагаемый для вынесения на местный референдум вопрос лишает представительный орган муниципального образования возможности реализовать свои полномочия в части избрания главы муниципального образования представительным органом муниципального образования из своего состава[10].

Данное решение обжаловалось в суде, но было оставлено в силе.
В середине июня бюро высшего совета партии «Единая Россия» поддержало кандидатуру депутата волгоградской гордумы Александра Мордвинцева для избрания на пост главы Волгограда.
17 июня 2011 года должно было состояться заседание городской Думы, на котором планировалось избрать главу Волгограда. Перед этим было проведено заседание фракции «Единая Россия», где был рассмотрен вопрос о включении в список для голосования по выборам главы Волгограда кандидатуры Александра Мордвинцева. Однако, этот вопрос так и не был рассмотрен из-за отсутствия кворума на заседании, для решения вопроса не хватило двух человек. Исполняющий обязанности председателя Думы Александр Мордвинцев не смог объяснить причины отсутствия остальных депутатов, несмотря на то, что он по регламенту обязан обеспечивать их явку. Требование депутатов предоставить документы, подтверждающие уважительные причины отсутствия депутатов, было проигнорировано Мордвинцевым. Ряд косвенных признаков позволяют сделать вывод о намеренном срыве голосования по вопросу избрания главы города со стороны отдельных членов фракции «Единая Россия». Возможно, причины такого поведения единороссов могут быть объяснены высказыванием депутата гордумы Владимира Попова: «Я разговаривал сегодня со многими депутатами, и они действительно высказывали мне: почему Москва решает, кого надо избрать главой города? Мы что, сами не можем определиться с кандидатурой?».
На 14 июля было запланировано очередное заседание городской Думы. Среди прочего, на повестку дня предполагалось вынести и вопрос об избрании главы Волгограда. Однако из 48 депутатов на заседание пришли всего 20. Позже выяснилось, что большое число депутатов, будучи одновременно государственными служащими, были посланы в служебные командировки непосредственно в день заседания. По словам, Алексея Зверева, депутата городской Думы, «партия власти», внося изменения в устав Волгограда, ввела в заблуждение городскую думу, утверждая, что та сама впоследствии определится с главой города. Однако региональное партийное руководство решило полномочия думцев резко урезать и предложило на рассмотрение единственную кандидатуру — Александра Мордвинцева, который, на взгляд многих народных избранников, не может быть избран главой города.
В июле 2011 года десять членов фракции «Единая Россия» в городской Думе покинули фракцию в знак несогласия с действиями главы администрации Волгоградской области Анатолия Бровко.
Впоследствии неоднократно поднимался вопрос о возвращении выборности главы Волгограда, либо об объединении постов главы Волгограда и главы администрации Волгограда. Наконец, в 2015 году городская дума внесла соответствующие изменения в устав города и объединила эти две должности. При этом новая система должна была заработать лишь после новых выборов в городскую думу.

## Третий период
Осенью 2017 года в устав города были внесены изменения, упразднившие отдельную должность главы администрации. После состоявшихся 9 сентября 2018 года выборов в городскую думу конкурсная комиссия выдвинула четырех претендентов на пост главы города, которые были предварительно отобраны комиссией на основании заявок, поданных жителями города. 19 сентября 2018 года Волгоградская городская дума избрала главой Волгограда Виталия Лихачева.

## Главы Волгограда
1. Юрий Викторович Чехов (1991—2003)
  - Александр Викторович Тюрин (2003)
2. Евгений Петрович Ищенко (2003—2006)
  - Роланд Тамазович Херианов (2006—2007)
3. Роман Георгиевич Гребенников (2007—2011)
4. Сергей Николаевич Соколов — временно исполняющий полномочия главы Волгограда с 24 февраля 2011 года по 27 апреля 2012 года.
5. Валерий Денисович Васильков (27.04.2012 — 16.09.2013)
6. Ирина Михайловна Гусева (16.09.2013 — 24.07.2014)
7. Андрей Владимирович Косолапов (24.07.2014 — 19.09.2018)
8. Виталий Викторович Лихачёв (19.09.2018 — 27.09.2021)
9. Владимир Васильевич Марченко (с 27.09.2021)